# Johnny Vangrieken
Johnny Vangrieken (Sint-Truiden, 12 november 1951) is een Belgisch politicus voor sp.a.

## Biografie
Johnny Vangrieken trad in 1988 in de politiek, en werd meteen verkozen als gemeenteraadslid te Sint-Truiden als lid van de oppositie. In 1994 bijna even veel stemmen als Ludwig Vandenhove, maar liet deze toch voordragen als nieuwe burgemeester. Zelf zetelde hij vanaf dat jaar als schepen, een functie die hij 18 jaar uitoefende.
In 2011 cumuleerde hij 5 mandaten, waarvan 2 bezoldigde. Bij de lokale verkiezingen 2012 stond hij op de 31ste plaats en behaalde hij 1.708 voorkeurstemmen. Op 3 december 2012 werd Vangrieken waarnemend burgemeester van Sint-Truiden, aangezien partijgenoot Ludwig Vandenhove die dag gedeputeerde voor de provincie Limburg werd. Op 2 januari 2013 werd Veerle Heeren de nieuwe burgemeester.
Hij werkte 40 jaar voor De Voorzorg, ging in 2013 op pensioen.